# Плахутта, Йосеф
Йосеф Плахутта (нем. Josef Plachutta; 13 мая 1827, Задар — 22 июля 1883, Пшемысль, Цислейтания) — словенский шахматный композитор.
Составлением задач начал заниматься в 1856 году.
Его именем названа тема в шахматной композиции — Перекрытие Плахутты.

## Композиции
|   | a | b | c | d | e | f | g | h |   |
| - | --- | --- | --- | --- | --- | --- | --- | --- | - |
| 8 | d8 белый слон · g8 чёрная ладья · h7 чёрная ладья · a6 чёрный конь · e6 чёрная пешка · f6 чёрный слон · c5 белая пешка · e5 чёрный король · c4 белый король · e4 белая пешка · c3 чёрная пешка · d3 белая пешка · d1 белый ферзь · g1 белая ладья | d8 белый слон · g8 чёрная ладья · h7 чёрная ладья · a6 чёрный конь · e6 чёрная пешка · f6 чёрный слон · c5 белая пешка · e5 чёрный король · c4 белый король · e4 белая пешка · c3 чёрная пешка · d3 белая пешка · d1 белый ферзь · g1 белая ладья | d8 белый слон · g8 чёрная ладья · h7 чёрная ладья · a6 чёрный конь · e6 чёрная пешка · f6 чёрный слон · c5 белая пешка · e5 чёрный король · c4 белый король · e4 белая пешка · c3 чёрная пешка · d3 белая пешка · d1 белый ферзь · g1 белая ладья | d8 белый слон · g8 чёрная ладья · h7 чёрная ладья · a6 чёрный конь · e6 чёрная пешка · f6 чёрный слон · c5 белая пешка · e5 чёрный король · c4 белый король · e4 белая пешка · c3 чёрная пешка · d3 белая пешка · d1 белый ферзь · g1 белая ладья | d8 белый слон · g8 чёрная ладья · h7 чёрная ладья · a6 чёрный конь · e6 чёрная пешка · f6 чёрный слон · c5 белая пешка · e5 чёрный король · c4 белый король · e4 белая пешка · c3 чёрная пешка · d3 белая пешка · d1 белый ферзь · g1 белая ладья | d8 белый слон · g8 чёрная ладья · h7 чёрная ладья · a6 чёрный конь · e6 чёрная пешка · f6 чёрный слон · c5 белая пешка · e5 чёрный король · c4 белый король · e4 белая пешка · c3 чёрная пешка · d3 белая пешка · d1 белый ферзь · g1 белая ладья | d8 белый слон · g8 чёрная ладья · h7 чёрная ладья · a6 чёрный конь · e6 чёрная пешка · f6 чёрный слон · c5 белая пешка · e5 чёрный король · c4 белый король · e4 белая пешка · c3 чёрная пешка · d3 белая пешка · d1 белый ферзь · g1 белая ладья | d8 белый слон · g8 чёрная ладья · h7 чёрная ладья · a6 чёрный конь · e6 чёрная пешка · f6 чёрный слон · c5 белая пешка · e5 чёрный король · c4 белый король · e4 белая пешка · c3 чёрная пешка · d3 белая пешка · d1 белый ферзь · g1 белая ладья | 8 |
| 7 | d8 белый слон · g8 чёрная ладья · h7 чёрная ладья · a6 чёрный конь · e6 чёрная пешка · f6 чёрный слон · c5 белая пешка · e5 чёрный король · c4 белый король · e4 белая пешка · c3 чёрная пешка · d3 белая пешка · d1 белый ферзь · g1 белая ладья | d8 белый слон · g8 чёрная ладья · h7 чёрная ладья · a6 чёрный конь · e6 чёрная пешка · f6 чёрный слон · c5 белая пешка · e5 чёрный король · c4 белый король · e4 белая пешка · c3 чёрная пешка · d3 белая пешка · d1 белый ферзь · g1 белая ладья | d8 белый слон · g8 чёрная ладья · h7 чёрная ладья · a6 чёрный конь · e6 чёрная пешка · f6 чёрный слон · c5 белая пешка · e5 чёрный король · c4 белый король · e4 белая пешка · c3 чёрная пешка · d3 белая пешка · d1 белый ферзь · g1 белая ладья | d8 белый слон · g8 чёрная ладья · h7 чёрная ладья · a6 чёрный конь · e6 чёрная пешка · f6 чёрный слон · c5 белая пешка · e5 чёрный король · c4 белый король · e4 белая пешка · c3 чёрная пешка · d3 белая пешка · d1 белый ферзь · g1 белая ладья | d8 белый слон · g8 чёрная ладья · h7 чёрная ладья · a6 чёрный конь · e6 чёрная пешка · f6 чёрный слон · c5 белая пешка · e5 чёрный король · c4 белый король · e4 белая пешка · c3 чёрная пешка · d3 белая пешка · d1 белый ферзь · g1 белая ладья | d8 белый слон · g8 чёрная ладья · h7 чёрная ладья · a6 чёрный конь · e6 чёрная пешка · f6 чёрный слон · c5 белая пешка · e5 чёрный король · c4 белый король · e4 белая пешка · c3 чёрная пешка · d3 белая пешка · d1 белый ферзь · g1 белая ладья | d8 белый слон · g8 чёрная ладья · h7 чёрная ладья · a6 чёрный конь · e6 чёрная пешка · f6 чёрный слон · c5 белая пешка · e5 чёрный король · c4 белый король · e4 белая пешка · c3 чёрная пешка · d3 белая пешка · d1 белый ферзь · g1 белая ладья | d8 белый слон · g8 чёрная ладья · h7 чёрная ладья · a6 чёрный конь · e6 чёрная пешка · f6 чёрный слон · c5 белая пешка · e5 чёрный король · c4 белый король · e4 белая пешка · c3 чёрная пешка · d3 белая пешка · d1 белый ферзь · g1 белая ладья | 7 |
| 6 | d8 белый слон · g8 чёрная ладья · h7 чёрная ладья · a6 чёрный конь · e6 чёрная пешка · f6 чёрный слон · c5 белая пешка · e5 чёрный король · c4 белый король · e4 белая пешка · c3 чёрная пешка · d3 белая пешка · d1 белый ферзь · g1 белая ладья | d8 белый слон · g8 чёрная ладья · h7 чёрная ладья · a6 чёрный конь · e6 чёрная пешка · f6 чёрный слон · c5 белая пешка · e5 чёрный король · c4 белый король · e4 белая пешка · c3 чёрная пешка · d3 белая пешка · d1 белый ферзь · g1 белая ладья | d8 белый слон · g8 чёрная ладья · h7 чёрная ладья · a6 чёрный конь · e6 чёрная пешка · f6 чёрный слон · c5 белая пешка · e5 чёрный король · c4 белый король · e4 белая пешка · c3 чёрная пешка · d3 белая пешка · d1 белый ферзь · g1 белая ладья | d8 белый слон · g8 чёрная ладья · h7 чёрная ладья · a6 чёрный конь · e6 чёрная пешка · f6 чёрный слон · c5 белая пешка · e5 чёрный король · c4 белый король · e4 белая пешка · c3 чёрная пешка · d3 белая пешка · d1 белый ферзь · g1 белая ладья | d8 белый слон · g8 чёрная ладья · h7 чёрная ладья · a6 чёрный конь · e6 чёрная пешка · f6 чёрный слон · c5 белая пешка · e5 чёрный король · c4 белый король · e4 белая пешка · c3 чёрная пешка · d3 белая пешка · d1 белый ферзь · g1 белая ладья | d8 белый слон · g8 чёрная ладья · h7 чёрная ладья · a6 чёрный конь · e6 чёрная пешка · f6 чёрный слон · c5 белая пешка · e5 чёрный король · c4 белый король · e4 белая пешка · c3 чёрная пешка · d3 белая пешка · d1 белый ферзь · g1 белая ладья | d8 белый слон · g8 чёрная ладья · h7 чёрная ладья · a6 чёрный конь · e6 чёрная пешка · f6 чёрный слон · c5 белая пешка · e5 чёрный король · c4 белый король · e4 белая пешка · c3 чёрная пешка · d3 белая пешка · d1 белый ферзь · g1 белая ладья | d8 белый слон · g8 чёрная ладья · h7 чёрная ладья · a6 чёрный конь · e6 чёрная пешка · f6 чёрный слон · c5 белая пешка · e5 чёрный король · c4 белый король · e4 белая пешка · c3 чёрная пешка · d3 белая пешка · d1 белый ферзь · g1 белая ладья | 6 |
| 5 | d8 белый слон · g8 чёрная ладья · h7 чёрная ладья · a6 чёрный конь · e6 чёрная пешка · f6 чёрный слон · c5 белая пешка · e5 чёрный король · c4 белый король · e4 белая пешка · c3 чёрная пешка · d3 белая пешка · d1 белый ферзь · g1 белая ладья | d8 белый слон · g8 чёрная ладья · h7 чёрная ладья · a6 чёрный конь · e6 чёрная пешка · f6 чёрный слон · c5 белая пешка · e5 чёрный король · c4 белый король · e4 белая пешка · c3 чёрная пешка · d3 белая пешка · d1 белый ферзь · g1 белая ладья | d8 белый слон · g8 чёрная ладья · h7 чёрная ладья · a6 чёрный конь · e6 чёрная пешка · f6 чёрный слон · c5 белая пешка · e5 чёрный король · c4 белый король · e4 белая пешка · c3 чёрная пешка · d3 белая пешка · d1 белый ферзь · g1 белая ладья | d8 белый слон · g8 чёрная ладья · h7 чёрная ладья · a6 чёрный конь · e6 чёрная пешка · f6 чёрный слон · c5 белая пешка · e5 чёрный король · c4 белый король · e4 белая пешка · c3 чёрная пешка · d3 белая пешка · d1 белый ферзь · g1 белая ладья | d8 белый слон · g8 чёрная ладья · h7 чёрная ладья · a6 чёрный конь · e6 чёрная пешка · f6 чёрный слон · c5 белая пешка · e5 чёрный король · c4 белый король · e4 белая пешка · c3 чёрная пешка · d3 белая пешка · d1 белый ферзь · g1 белая ладья | d8 белый слон · g8 чёрная ладья · h7 чёрная ладья · a6 чёрный конь · e6 чёрная пешка · f6 чёрный слон · c5 белая пешка · e5 чёрный король · c4 белый король · e4 белая пешка · c3 чёрная пешка · d3 белая пешка · d1 белый ферзь · g1 белая ладья | d8 белый слон · g8 чёрная ладья · h7 чёрная ладья · a6 чёрный конь · e6 чёрная пешка · f6 чёрный слон · c5 белая пешка · e5 чёрный король · c4 белый король · e4 белая пешка · c3 чёрная пешка · d3 белая пешка · d1 белый ферзь · g1 белая ладья | d8 белый слон · g8 чёрная ладья · h7 чёрная ладья · a6 чёрный конь · e6 чёрная пешка · f6 чёрный слон · c5 белая пешка · e5 чёрный король · c4 белый король · e4 белая пешка · c3 чёрная пешка · d3 белая пешка · d1 белый ферзь · g1 белая ладья | 5 |
| 4 | d8 белый слон · g8 чёрная ладья · h7 чёрная ладья · a6 чёрный конь · e6 чёрная пешка · f6 чёрный слон · c5 белая пешка · e5 чёрный король · c4 белый король · e4 белая пешка · c3 чёрная пешка · d3 белая пешка · d1 белый ферзь · g1 белая ладья | d8 белый слон · g8 чёрная ладья · h7 чёрная ладья · a6 чёрный конь · e6 чёрная пешка · f6 чёрный слон · c5 белая пешка · e5 чёрный король · c4 белый король · e4 белая пешка · c3 чёрная пешка · d3 белая пешка · d1 белый ферзь · g1 белая ладья | d8 белый слон · g8 чёрная ладья · h7 чёрная ладья · a6 чёрный конь · e6 чёрная пешка · f6 чёрный слон · c5 белая пешка · e5 чёрный король · c4 белый король · e4 белая пешка · c3 чёрная пешка · d3 белая пешка · d1 белый ферзь · g1 белая ладья | d8 белый слон · g8 чёрная ладья · h7 чёрная ладья · a6 чёрный конь · e6 чёрная пешка · f6 чёрный слон · c5 белая пешка · e5 чёрный король · c4 белый король · e4 белая пешка · c3 чёрная пешка · d3 белая пешка · d1 белый ферзь · g1 белая ладья | d8 белый слон · g8 чёрная ладья · h7 чёрная ладья · a6 чёрный конь · e6 чёрная пешка · f6 чёрный слон · c5 белая пешка · e5 чёрный король · c4 белый король · e4 белая пешка · c3 чёрная пешка · d3 белая пешка · d1 белый ферзь · g1 белая ладья | d8 белый слон · g8 чёрная ладья · h7 чёрная ладья · a6 чёрный конь · e6 чёрная пешка · f6 чёрный слон · c5 белая пешка · e5 чёрный король · c4 белый король · e4 белая пешка · c3 чёрная пешка · d3 белая пешка · d1 белый ферзь · g1 белая ладья | d8 белый слон · g8 чёрная ладья · h7 чёрная ладья · a6 чёрный конь · e6 чёрная пешка · f6 чёрный слон · c5 белая пешка · e5 чёрный король · c4 белый король · e4 белая пешка · c3 чёрная пешка · d3 белая пешка · d1 белый ферзь · g1 белая ладья | d8 белый слон · g8 чёрная ладья · h7 чёрная ладья · a6 чёрный конь · e6 чёрная пешка · f6 чёрный слон · c5 белая пешка · e5 чёрный король · c4 белый король · e4 белая пешка · c3 чёрная пешка · d3 белая пешка · d1 белый ферзь · g1 белая ладья | 4 |
| 3 | d8 белый слон · g8 чёрная ладья · h7 чёрная ладья · a6 чёрный конь · e6 чёрная пешка · f6 чёрный слон · c5 белая пешка · e5 чёрный король · c4 белый король · e4 белая пешка · c3 чёрная пешка · d3 белая пешка · d1 белый ферзь · g1 белая ладья | d8 белый слон · g8 чёрная ладья · h7 чёрная ладья · a6 чёрный конь · e6 чёрная пешка · f6 чёрный слон · c5 белая пешка · e5 чёрный король · c4 белый король · e4 белая пешка · c3 чёрная пешка · d3 белая пешка · d1 белый ферзь · g1 белая ладья | d8 белый слон · g8 чёрная ладья · h7 чёрная ладья · a6 чёрный конь · e6 чёрная пешка · f6 чёрный слон · c5 белая пешка · e5 чёрный король · c4 белый король · e4 белая пешка · c3 чёрная пешка · d3 белая пешка · d1 белый ферзь · g1 белая ладья | d8 белый слон · g8 чёрная ладья · h7 чёрная ладья · a6 чёрный конь · e6 чёрная пешка · f6 чёрный слон · c5 белая пешка · e5 чёрный король · c4 белый король · e4 белая пешка · c3 чёрная пешка · d3 белая пешка · d1 белый ферзь · g1 белая ладья | d8 белый слон · g8 чёрная ладья · h7 чёрная ладья · a6 чёрный конь · e6 чёрная пешка · f6 чёрный слон · c5 белая пешка · e5 чёрный король · c4 белый король · e4 белая пешка · c3 чёрная пешка · d3 белая пешка · d1 белый ферзь · g1 белая ладья | d8 белый слон · g8 чёрная ладья · h7 чёрная ладья · a6 чёрный конь · e6 чёрная пешка · f6 чёрный слон · c5 белая пешка · e5 чёрный король · c4 белый король · e4 белая пешка · c3 чёрная пешка · d3 белая пешка · d1 белый ферзь · g1 белая ладья | d8 белый слон · g8 чёрная ладья · h7 чёрная ладья · a6 чёрный конь · e6 чёрная пешка · f6 чёрный слон · c5 белая пешка · e5 чёрный король · c4 белый король · e4 белая пешка · c3 чёрная пешка · d3 белая пешка · d1 белый ферзь · g1 белая ладья | d8 белый слон · g8 чёрная ладья · h7 чёрная ладья · a6 чёрный конь · e6 чёрная пешка · f6 чёрный слон · c5 белая пешка · e5 чёрный король · c4 белый король · e4 белая пешка · c3 чёрная пешка · d3 белая пешка · d1 белый ферзь · g1 белая ладья | 3 |
| 2 | d8 белый слон · g8 чёрная ладья · h7 чёрная ладья · a6 чёрный конь · e6 чёрная пешка · f6 чёрный слон · c5 белая пешка · e5 чёрный король · c4 белый король · e4 белая пешка · c3 чёрная пешка · d3 белая пешка · d1 белый ферзь · g1 белая ладья | d8 белый слон · g8 чёрная ладья · h7 чёрная ладья · a6 чёрный конь · e6 чёрная пешка · f6 чёрный слон · c5 белая пешка · e5 чёрный король · c4 белый король · e4 белая пешка · c3 чёрная пешка · d3 белая пешка · d1 белый ферзь · g1 белая ладья | d8 белый слон · g8 чёрная ладья · h7 чёрная ладья · a6 чёрный конь · e6 чёрная пешка · f6 чёрный слон · c5 белая пешка · e5 чёрный король · c4 белый король · e4 белая пешка · c3 чёрная пешка · d3 белая пешка · d1 белый ферзь · g1 белая ладья | d8 белый слон · g8 чёрная ладья · h7 чёрная ладья · a6 чёрный конь · e6 чёрная пешка · f6 чёрный слон · c5 белая пешка · e5 чёрный король · c4 белый король · e4 белая пешка · c3 чёрная пешка · d3 белая пешка · d1 белый ферзь · g1 белая ладья | d8 белый слон · g8 чёрная ладья · h7 чёрная ладья · a6 чёрный конь · e6 чёрная пешка · f6 чёрный слон · c5 белая пешка · e5 чёрный король · c4 белый король · e4 белая пешка · c3 чёрная пешка · d3 белая пешка · d1 белый ферзь · g1 белая ладья | d8 белый слон · g8 чёрная ладья · h7 чёрная ладья · a6 чёрный конь · e6 чёрная пешка · f6 чёрный слон · c5 белая пешка · e5 чёрный король · c4 белый король · e4 белая пешка · c3 чёрная пешка · d3 белая пешка · d1 белый ферзь · g1 белая ладья | d8 белый слон · g8 чёрная ладья · h7 чёрная ладья · a6 чёрный конь · e6 чёрная пешка · f6 чёрный слон · c5 белая пешка · e5 чёрный король · c4 белый король · e4 белая пешка · c3 чёрная пешка · d3 белая пешка · d1 белый ферзь · g1 белая ладья | d8 белый слон · g8 чёрная ладья · h7 чёрная ладья · a6 чёрный конь · e6 чёрная пешка · f6 чёрный слон · c5 белая пешка · e5 чёрный король · c4 белый король · e4 белая пешка · c3 чёрная пешка · d3 белая пешка · d1 белый ферзь · g1 белая ладья | 2 |
| 1 | d8 белый слон · g8 чёрная ладья · h7 чёрная ладья · a6 чёрный конь · e6 чёрная пешка · f6 чёрный слон · c5 белая пешка · e5 чёрный король · c4 белый король · e4 белая пешка · c3 чёрная пешка · d3 белая пешка · d1 белый ферзь · g1 белая ладья | d8 белый слон · g8 чёрная ладья · h7 чёрная ладья · a6 чёрный конь · e6 чёрная пешка · f6 чёрный слон · c5 белая пешка · e5 чёрный король · c4 белый король · e4 белая пешка · c3 чёрная пешка · d3 белая пешка · d1 белый ферзь · g1 белая ладья | d8 белый слон · g8 чёрная ладья · h7 чёрная ладья · a6 чёрный конь · e6 чёрная пешка · f6 чёрный слон · c5 белая пешка · e5 чёрный король · c4 белый король · e4 белая пешка · c3 чёрная пешка · d3 белая пешка · d1 белый ферзь · g1 белая ладья | d8 белый слон · g8 чёрная ладья · h7 чёрная ладья · a6 чёрный конь · e6 чёрная пешка · f6 чёрный слон · c5 белая пешка · e5 чёрный король · c4 белый король · e4 белая пешка · c3 чёрная пешка · d3 белая пешка · d1 белый ферзь · g1 белая ладья | d8 белый слон · g8 чёрная ладья · h7 чёрная ладья · a6 чёрный конь · e6 чёрная пешка · f6 чёрный слон · c5 белая пешка · e5 чёрный король · c4 белый король · e4 белая пешка · c3 чёрная пешка · d3 белая пешка · d1 белый ферзь · g1 белая ладья | d8 белый слон · g8 чёрная ладья · h7 чёрная ладья · a6 чёрный конь · e6 чёрная пешка · f6 чёрный слон · c5 белая пешка · e5 чёрный король · c4 белый король · e4 белая пешка · c3 чёрная пешка · d3 белая пешка · d1 белый ферзь · g1 белая ладья | d8 белый слон · g8 чёрная ладья · h7 чёрная ладья · a6 чёрный конь · e6 чёрная пешка · f6 чёрный слон · c5 белая пешка · e5 чёрный король · c4 белый король · e4 белая пешка · c3 чёрная пешка · d3 белая пешка · d1 белый ферзь · g1 белая ладья | d8 белый слон · g8 чёрная ладья · h7 чёрная ладья · a6 чёрный конь · e6 чёрная пешка · f6 чёрный слон · c5 белая пешка · e5 чёрный король · c4 белый король · e4 белая пешка · c3 чёрная пешка · d3 белая пешка · d1 белый ферзь · g1 белая ладья | 1 |
|   | a | b | c | d | e | f | g | h |   |

1. Фf3! Кxc5 2. Лg7!!

2. … Лgxg7 3. Сc7+ Лxc7 4. Фg3#

2. … Лhxg7 3. Фg3+ Лxg3 4. Сc7#